# Елефантијаза
Елефантијаза (лат. Elephantiasis) је болест која се карактерише повећањем волумена коже (дерма) и поткожног ткива (хиподерма) што доводи до њиховог знатног задебљања (пахидерматитиса) а некада и до знатних деформација захваћених делова. Елефантијаза може захватити удове, мошнице, велике усне стиднице, дојке. Настаје због сметњи у лимфној и венској циркулацији и праћена је фиброзом и склерозом.

## Узроци
Елефантијаза се догађа у присуству паразита који припадају нематодама (ваљкасти црви). Под микроскопом тело им је дугачко и веома танко – кончасто, а уста без усни или са две слабо изражене усне. Усна дупља постоји или је закржљала. Филарије су паразити крвних и лимфних судова, мишића, везивног ткива и серозних шупљина. Филарије паразити човека и узрочници овог обољења јесу: Wuchereria bancrofti (Filarija sangvinis ili Filaria nocturna), Brugia malayi i B. timori, које преносе комарци из више врста: Culex, Aedes, Anopheles i Masonia.
Сама болест је резултат сложене интеракције више узрочника:
- Елефантијаза је честа у тропским пределима (лат. elephantiasisi tropicalis) где је узрочник углавном паразити - ваљкасти црви, уз неадекватан одговор имунолошкога система и опортунистичке инфекције.
- У суптропским зонама може бити проузрокована стрептококном инфекцијом (лат. elephatiasis nostras – „домаћа елефантијаза") поред накупљања течности и запаљења настаје чврсти незапаљењски оток који може трајати различито време. Подручја високе преваленције су документована у Уганди, Танзанији, Кенији, Руанди, Бурундију, Судану, Египту а најтеже погођено подручје је у Етиопији где је чак 6% становништва захваћено у ендемским подручјима. Сматра се да је "Nonfiliar elephatiasis" узрокована дуготрајним контактом са иритансима тла, посебно црвеном глином која је богата алкалним металима као што су натријум и калијум и у вези са вулканском активношћу.

- У свим земљама она може бити конгениталног (урођеног) порекла, с аномалијом лимфних судова, на којима се често после рођења јављају лимфангиоми.
- Елефантијаза може бити и последица хируршке интервенције којом се одстрањују лимфне жлезде и одговарајући припадајући лимфни судови. Хируршко уклањање дојке са одстрањивањем регионалних лимфних жлезда из пазуха је не чест али могући пример за то, понекада настаје елефантијаза руке са изразитим отоком надлактице и подлактице. Знатна инсуфицијенција вена може имати исти резултат; велико проширење вена услед стазе изазива огромно повећање обима доњих удова.

### Симптоми и клинички ток
За опис елефантијазе најизразитији пример је пример тропске елефантијазе.
Тропска елефантијаза се среће у интертропским зонама Африке и Америке, на Цејлону и Океанији. Њена географска распрострањеност одговара распрострањености лимфне филаријазе. Узрок је у неким случајевима филариозног порекла, али чешће је у питању стрептококна инфекција удружена с филаријазом и неадекватним одговором имунолошког система домаћина.
Почетак болести је обележен појавама запаљења лимфних судова (лимфангитиса) који проистичи из све чешћих напада после којих се инфилтрација едематозне коже не ресорбује потпуно: кожа задебљава и захваћени сегмент бива све више увећан. У акутном облику долази до запаљења лимфних судова линфангитиса и аденистиса. Паразити својим присуством узрокују, осим запаљењских, и појаву алергијских манифестација и последични развој феномена лимфатичне блокаде.
У хроничном облику, поред запаљења настаје и зачепљење лимфних судова, услед чега и застој у отицању лимфе, која потом натапа околна ткива. Последице тога су лимфатичне варикозне велике клупчасте "гуке" најчешће у ингвиналном делу и на доњим удовима, хидрокеле (излива лимфе у тунику вагиналис мошница), хилурије (мокраћа бела као млеко) или хематурије. Доњи удови показују карактеристичне деформације, постају као "слоновске ноге", кожа је испуцала и храпава, длаке и нокти отпадају.
Еволуција болести се одвија врло споро, најчешће без бола и у почетку без промена општег стања, а касније је болест праћена великом слабошћу.

#### Дијагноза и лечење
Хипереозинофилија није поуздан показатељ. Сигурна дијагноза се поставља налазом ларви у периферној крви. Ако болесник ради ноћу, ларве се траже у току дана.
- Лечење је најбоље узрочно, за тропску елефантијазу неопходна је борба против филарија и лечење првих појава изазваних њима. Лечење антибиотицима одређује се у случају инфекције или секундарне инфекције. Терапија зависи од географског положаја ендемског подручја, албендазол се комбинује са ивермектином или са диетилкарбамазином. Геостратегијски терапијски план представља велику стратегију за коју се процењује да ће се спречити зараза 6,5 милиона деце и у 9,5 милиона оболелих зауставити напредовање болести до 2020.

На већ развијену елефантијазу медикаментно лечење нема много утицаја. Међутим препоручују се кортикостероиди удружени када је то могуће са каузалном терапијом (диетилкарбамазин за филарије). Од 2003. године као врло ефикасан антибиотик у терапији тропске филаријазе препоручује се и доксициклин.
- Други аспект у лечењу је подизање хигијене захваћеног дела на висок ниво који подразумева свакодневну употребу и намакање у антисептичном раствору, прање стопала и ногу сапуном и водом, примена кортикостероидних масти и у неким случајевима корисна је компресија помоћу еластичних завоја, лимфна дренажа као и масажа.

Понекада је потребно хируршко одстрањивање деформисаног ткива и може бити ефикасно код лечења елефантијазе скротума и хидроцеле. У крајњем случају може доћи и до хируршке ампутације
Вакцина још није доступна али највероватније да ће бити доступна у блиској будућности.

##### Епидемиологија
Лимфна филиријаза погађа више од 120 милиона људи, првенствено и Африци и југоисточној Азији, од чега је око 40 милиона особа са трајним инвалидитетом и један је од начешћих узрочника инвалидитета на свету. У ендемским заједницама око 10% жена и 50% мушкараца болује од елефантијазе.

##### Истраживање
Дана 20. септембра 2007. године генетичари су представили мапиран геном врсте Brugia malayi који узрокује елефантијазу, што би у блиској будућности могло довести до развоја принципијелно нове и ефективније методе лечења, као и нових лекова и вакцине. По последњим информацијама објављеним у  египатски лекари су добили значајне резултате у профилакси и лечењу оболелих применом нових препарата – диетилкарбамазина и албендазола.